# Hendrik Mentz
Pour les articles homonymes, voir Mentz.
Le colonel Hendrik Mentz (né dans l'État libre d'Orange le 8 août 1870 et mort le 3 juin 1938) est un avocat, un militaire et un homme politique sud-africain, issu de la communauté afrikaner, membre du parlement pour la circonscription de Pietersburg, Ministre des terres (1919-1920) puis de la défense (1920-1924) dans le gouvernement Smuts.

## Biographie
Installé au Transvaal en 1887 où il exerce la profession d'avocat, Mentz participe à la seconde guerre des Boers sous les ordres du général Christiaan Beyers. Après la guerre, il reprend ses activités juridiques à Pretoria et participe aux combats contre les troupes du Kaiser en Afrique occidentale durant la Première Guerre mondiale.
Membre du parlement sous les couleurs du parti sud-africain, il devient ministre des terres en 1920 puis ministre de la défense.

## Sources
- Eric Rosenthal, Encyclopaedia of Southern Africa, Le Cap et Johannesburg : Juta and Company Limited, 1978.